# The Kabocha Wine
The Kabocha Wine (яп. Theかぼちゃワイン, The Kabocha Wain, укр. Гарбузове вино) — японська серія манґи, написана та проілюстрована Міцуру Міурою. Серіал виходив у щотижневому журналі Weekly Shonen Magazine видавництва Kodansha з 1981 по 1984 рік. У 1983 році манґа отримала нагороду Kodansha Manga Award у категорії сьонен.
Продовження манґи The Kabocha Wine — Sequel (яп. The かぼちゃワイン sequel) — ван-шот, опублікований Seirindo 15 жовтня 2006 року.
Третя серія манґи The Kabocha Wine — Another (яп. The♥かぼちゃワインAnother) публікувалася Akita Shoten.
Манґа була адаптована до аніме-серіалу з 95 епізодів студією Toei Animation.
Продовженням аніме був анімаційний фільм The Kabocha Wine: Nita no Aijou Monogatari (яп. Ｔｈｅかぼちゃワイン ニタの愛情物語), який вийшов 14 липня 1984 року, від Toei Animation.
26 жовтня 2007 року Wint випустили DVD для живої адаптації третьої серії манґи під назвою The Kabocha Wine — Another (яп. The かぼちゃワインAnother) . Режисером фільму став Хітоші Ісікава, головну роль зіграла Йоко Кумада.

## Сюжет
Студент із маленьким зростом на ім'я Аоба Сюнсуке переводиться до нової «школи світла», і в перший же день зустрічає вродливу та пишну дівчину на ім'я Асаока Нацумі, або просто Еру, яка виявилась значно вищою за нього й одразу ж закохується в хлопця. Спочатку Сюнсуке уникав дівчину, вважаючи її занадто високою для себе. Його мати тримає магазин жіночого одягу і потребує робочих рук. Еру вирішує допомогти в сімейному бізнесі і так починається довга романтична історія Аоби та Еру.

## Персонажі
Сюнсуке Аоба (яп. 青葉春助, Aoba Shunsuke)
Головний герой серіалу, хлопець Нацумі. Він дуже низький для свого віку, його зріст лише 145 см. Загалом грубий, гордий і впертий, Сюнсуке, тим не менш, добросердий, сильний і хоробрий хлопець. Він боїться собак, любить поїсти і не гребує бійками.
Нацумі Асаока (яп. 朝丘夏美, Asaoka Natsumi) / Еру (яп. エル, Eru)
Головна героїня серіалу, дівчина Сюнсуке. Вона вища і пишніша за середньостатистичну японську дівчину, її зріст 180 см. Вона дуже мила, симпатична, розумна, розважлива, вперта, енергійна, весела і приємна в спілкуванні.
Котаро Хаякава (яп. 早川小太郎, Hayakawa Kotarou)
Однокласник Сюнсуке. Зазвичай він дуже сором'язливий і боязкий, і захоплюється Сюнсуке за його мужність і хоробрість. Він мріє колись стати таким, як Сюнсуке, і робить усе можливе, щоб справити на нього враження. Поза школою його сім'я володіє квітковою крамницею.

## Медіа

### Манґа

#### The Kabocha Wine - Another
Третю серію манґи видавала Akita Shoten. Станом на серпень 2009 року було випущено шість томів манґи.
| № | Дата виходу    | ISBN                   |
| - | -------------- | ---------------------- |
| 1 | 20 червня 2007 | ISBN 978-4-253-25091-7 |
| 2 | 20 грудня 2007 | ISBN 978-4-253-25092-4 |
| 3 | 18 квітня 2008 | ISBN 978-4-253-25093-1 |
| 4 | 20 серпня 2008 | ISBN 978-4-253-25094-8 |
| 5 | 20 січня 2009  | ISBN 978-4-253-25095-5 |
| 6 | 20 серпня 2009 | ISBN 978-4-253-25096-2 |

### Аніме
Toei Animation транслювала 95 епізодів The Kabocha Wine на TV Asahi з 5 липня 1982 року по 27 серпня 1984 року.
27 вересня 2006 року Wint випустили перший DVD бокс-сет для The Kabocha Wine. Набір містить перші 48 епізодів на 8 DVD-дисках, по 6 епізодів на кожному. 29 листопада 2006 року Wint випустили другий DVD бокс-сет для The Kabocha Wine. Другий набір містить вісім DVD, що охоплюють епізоди з 49 по 95.

### Анімаційне CD
21 березня 2007 року Columbia Music Entertainment випустили анімаційний компакт-диск для The Kabocha Wine під назвою The Kabocha Wine Ongakushu. Пісні співав Osamu Shouji.